# Beskidenverein

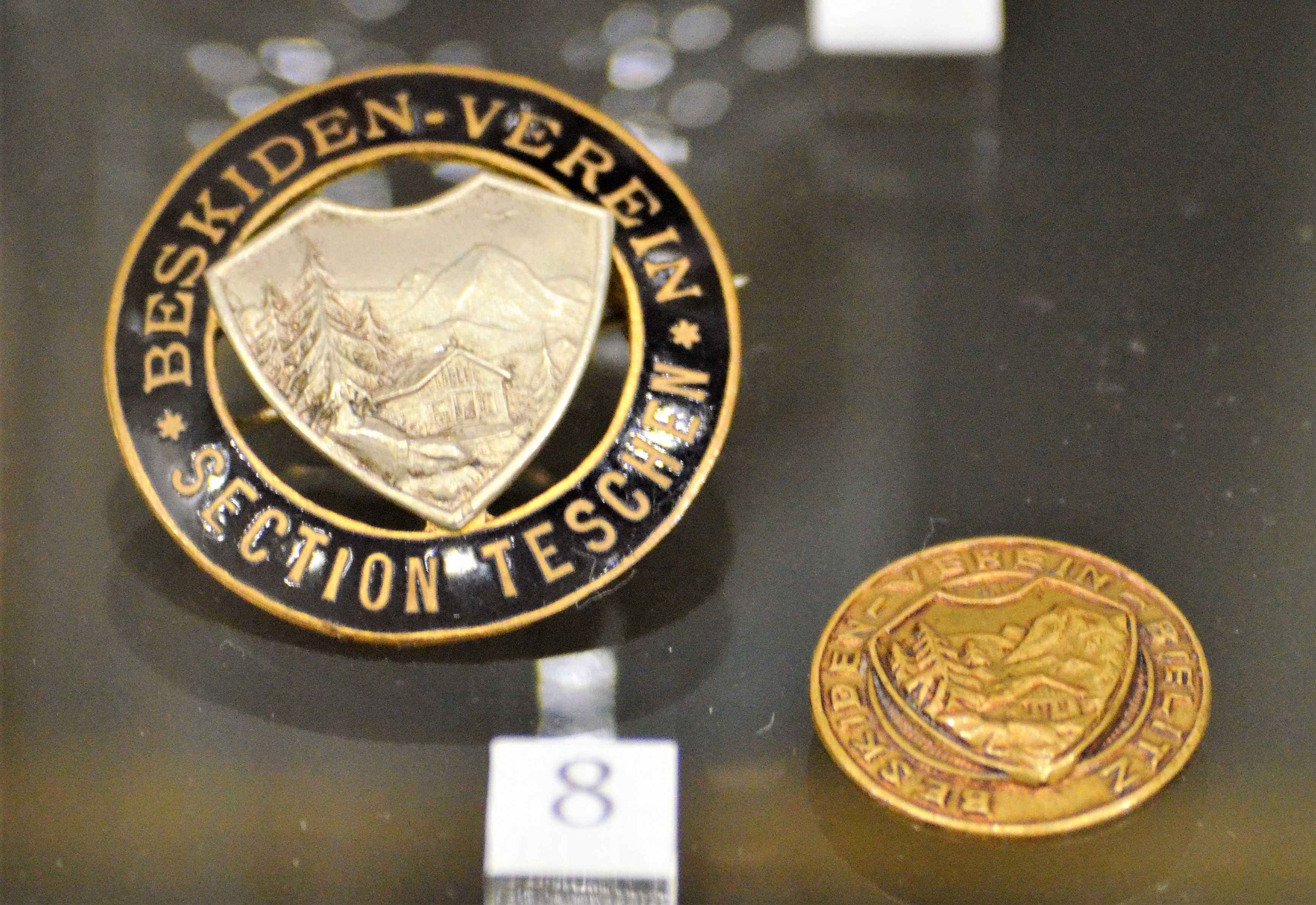
Beskiden-Verein Section Teschen und Bielitz, 1911

Der Beskidenverein (kurz BV; polnisch: Towarzystwo Beskidzkie) war ein von 1893 bis 1945 bestehender Gebirgsverein der deutschsprachigen Stadtbürger in den Westbeskiden, um das Herzogtum Teschen in Schlesien.

## Geschichte

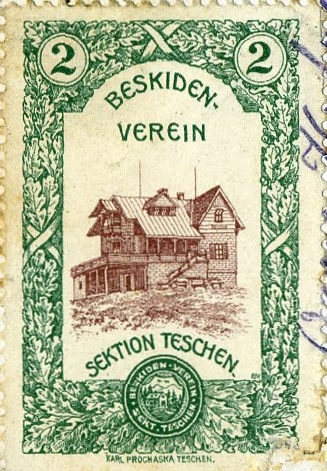
Marke um 1900

Der Beskidenverein wurde im Jahr 1893 nach dem Muster des Österreichischen Alpenvereins in Friedek gegründet aber wurde kurz nach seiner Gründung nach Mährisch Ostrau und später nach Teschen verlegt. Die Hauptaktivisten waren Karl Richter, ein Rechtsanwalt aus Iglau, und Johann Hadaszczok, ein Lehrer aus Friedek, beide in Mährisch Ostrau bewohnt. Die Mitglieder waren hauptsächlich deutschsprachige Stadtbürger aus Österreichisch-Schlesien, Nordmähren und später aus Oberschlesien und Breslau.
Er war in den Beskiden in Schlesien und Galizien aktiv, insbesondere den Schlesischen Beskiden, Saybuscher Beskiden und Kleinen Beskiden. Seine aktivste Sektion befand sich in der Bielitz-Bialaer Sprachinsel (im Jahr 1909 hatte die Bielitzer Sektion 1210 Mitglieder, aus insgesamt 4618 im Beskidenverein). Er trat in Konkurrenz zur 1873 gegründeten Polnischen Tatra-Gesellschaft (PTT) auf.
Der Verein legte markierte Wanderwege an und baute Schutzhütten in den Beskiden, unter anderem vor 1918:
- Szyndzielnia-Hütte
- Magurka-Wilkowicka-Hütte
- Schlesinger-Haus auf der Babia Góra

Nach dem Ersten Weltkrieg zerfiel Österreich-Ungarn, und der Beskidenverein setzte seine Tätigkeit in der Zweiten Polnischen Republik und zu einem geringeren Teil auch in der Tschechoslowakei fort. Der Verein legte markierte Wanderwege an und baute Schutzhütten in den Beskiden, unter anderem nach 1918:
- Lipowska-Hütte
- Kozia-Góra-Hütte
- Klimczok-Hütte

1931 trat der Beskidenverein dem Bund Polnischer Gebirgsvereine in Warschau bei. Nach dem Überfall auf Polen übernahm der Beskidenverein einen Teil des Eigentums der aufgelösten Polnischen Tatra-Gesellschaft. Er stellte 1945 seine Tätigkeit ein. Seine Schutzhütten übernahm 1950 der neugegründete PTTK.

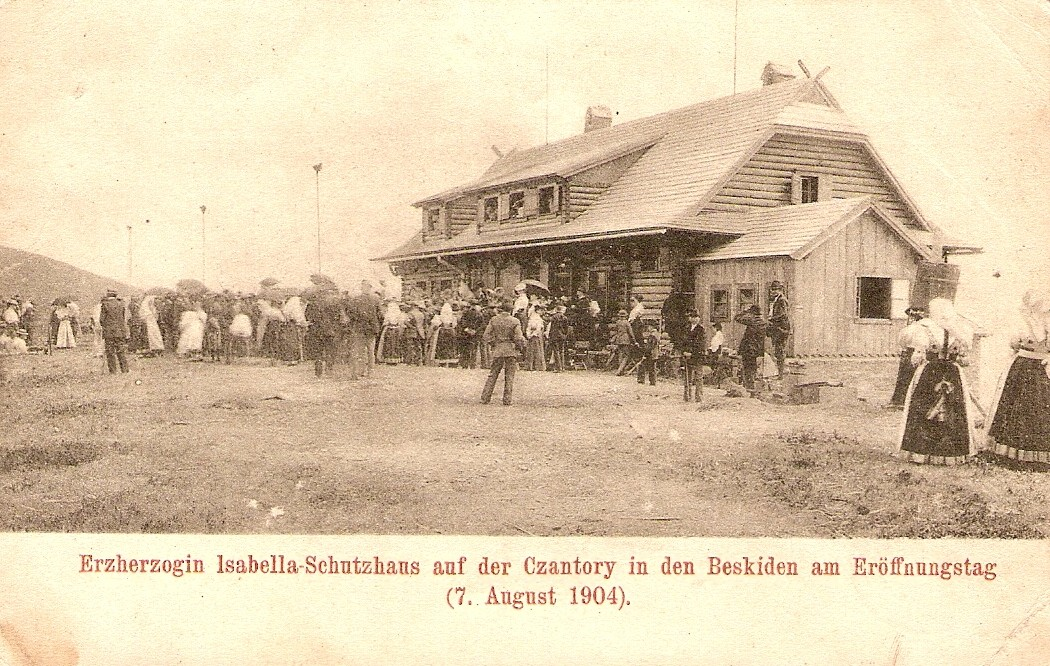
Czantory, 1904
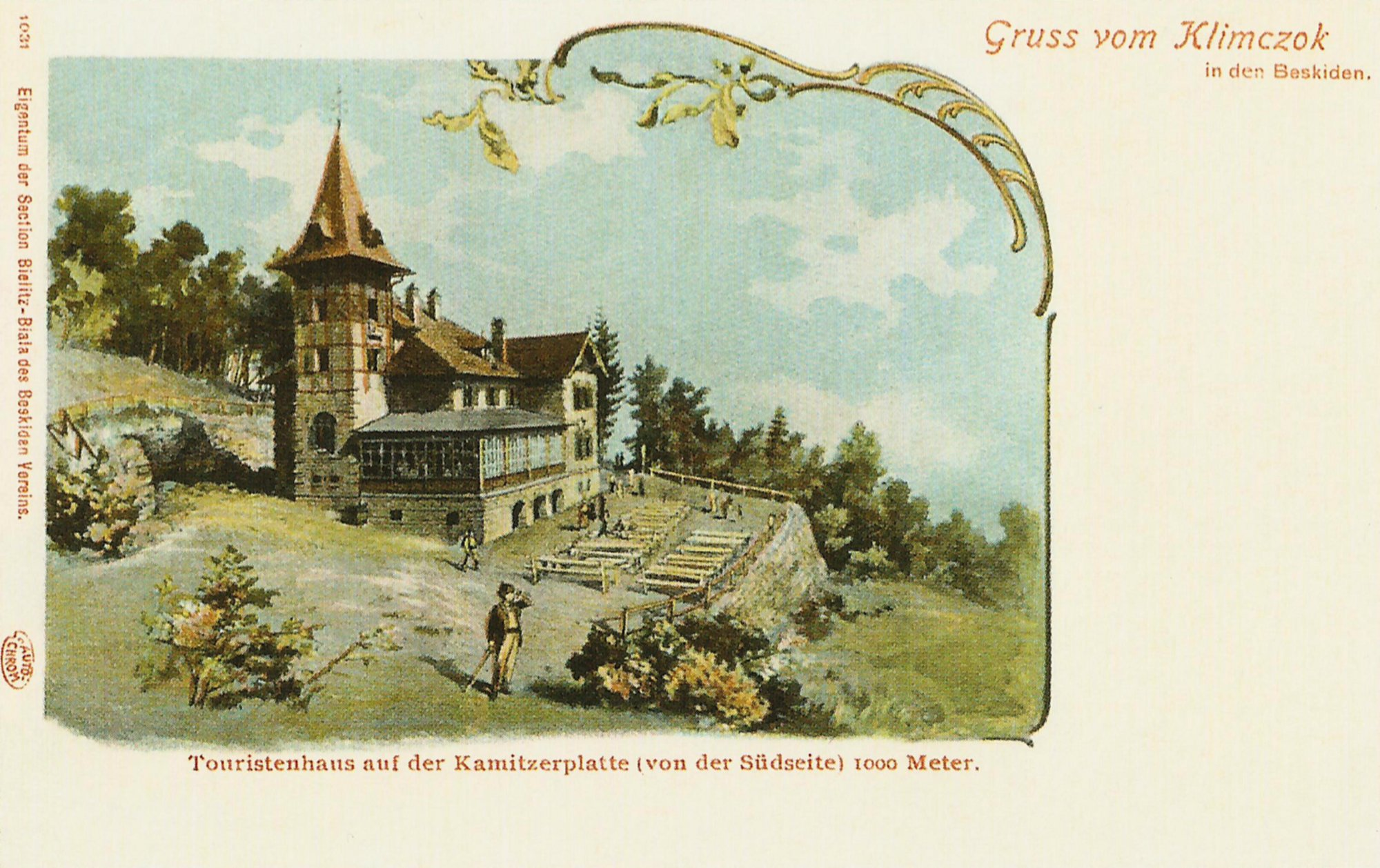
Szyndzielnia, 1907

## Nachweise
- M. Dziedzic: Morawsko-Śląskie Sudeckie Towarzystwo Górskie 1881–1945, Breslau 2006, ISBN 83-7374-041-4.
- J. Gąstoł: Beskidenverein a turystyka polska Band I: Wierchy. 1977, Warschau / Krakau 1978.
- J. Gąstoł: Beskidenverein a turystyka polska Band II: Wierchy. 1978, Warschau / Krakau 1980, ISBN 83-01-02133-0.
- T. Jurek: Kultura fizyczna mniejszości niemieckiej w Polsce w latach 1918–1939. Gorzów Wielkopolski-Poznań 2002, ISBN 83-906638-3-X.
- Z. Kulczycki: Zarys historii turystyki w Polsce. Warschau 1968.
- M. Orłowicz: Ilustrowany przewodnik po Galicyi, Bukowinie, Spiszu, Orawie i Śląsku Cieszyńskim: z mapą Galicyi i Tatr, planem Lwowa, Krakowa i 262 ilustracyami. Lwiw 1919. Reprint – Krosno 2005, ISBN 83-86588-76-4.
- Szkice z dziejów turystyki w Polsce. Studia i szkice z historii kultury fizycznej. Nr. 3, pod red. A. Nowakowski, S. Zaborniak, Rzeszów 2005, ISBN 83-89721-08-2.